# La Veuve de Saint-Pierre
La Veuve de Saint-Pierre is een Franse film van Patrice Leconte die werd uitgebracht in 2000.
Het woord 'veuve' uit de titel is een argotwoord voor de guillotine, het middel waarmee de doodstraf in de film moet worden uitgevoerd.

## Samenvatting
1849. Het rustige Saint-Pierre, een klein Frans eiland voor de kust van Oost-Canada waar nooit iets gebeurt, wordt opgeschrikt door een brutale moord. Twee zeelui hebben de persoon die hen op zee aan hun lot had overgelaten, tijdens een drinkpartij neergestoken. Ze worden snel aangehouden. De ene dader overlijdt terwijl hij naar de gevangenis wordt geleid. De andere dader, Neel Auguste, wordt ter dood veroordeeld. 
Op het eilandje zijn echter noch een guillotine noch een beul voorhanden. De gouverneur zorgt ervoor dat er een guillotine zal worden overgebracht uit Frankrijk. Ondertussen wordt Neel Auguste onder de militaire bewaking van de plaatselijke legerkapitein geplaatst. Diens vrouw trekt zich het lot van Neel aan en laat hem klusjes voor haar opknappen. Geleidelijk aan komt ze onder de indruk van zijn persoonlijkheid en van zijn inzet. Ze gelooft niet dat iemand met zo'n goede en eenvoudige inborst kwaadaardig is en besluit alles in het werk te stellen om zijn terechtstelling te voorkomen.

## Rolverdeling
| Acteur               | Personage                                     |
| -------------------- | --------------------------------------------- |
| Juliette Binoche     | mevrouw La, Pauline, de vrouw van de kapitein |
| Daniel Auteuil       | Jean, de kapitein                             |
| Emir Kusturica       | Joseph Auguste Neel                           |
| Michel Duchaussoy    | de gouverneur                                 |
| Philippe Magnan      | president Venot                               |
| Christian Charmetant | de commissaris van de Marine                  |
| Philippe Du Janerand | het hoofd van de douane                       |
| Reynald Bouchard     | Louis Ollivier                                |
| Ghyslain Tremblay    | meneer Chevassus, de beul                     |
| Marc Béland          | soldat Loïc                                   |
| Yves Jacques         | de viceadmiraal                               |
| Maurice Chevit       | de vader van de gouverneur                    |
| Catherine Lascault   | La Malvilain                                  |
| Dominique Quesnel    | de eigenaar                                   |
| Anne-Marie Philipe   | de vrouw van de gouverneur                    |
| Sylvie Moreau        | Adrienne                                      |